# سانتیسو
سانتیسو (به اسپانیایی: Santiso) یکی از دهستان‌های اسپانیا است.

## خصوصیات
سانتیسو ۶۷٫۴۵ کیلومترمربع مساحت و ۲٬۲۱۲ نفر جمعیت دارد.